# Jacques Massu

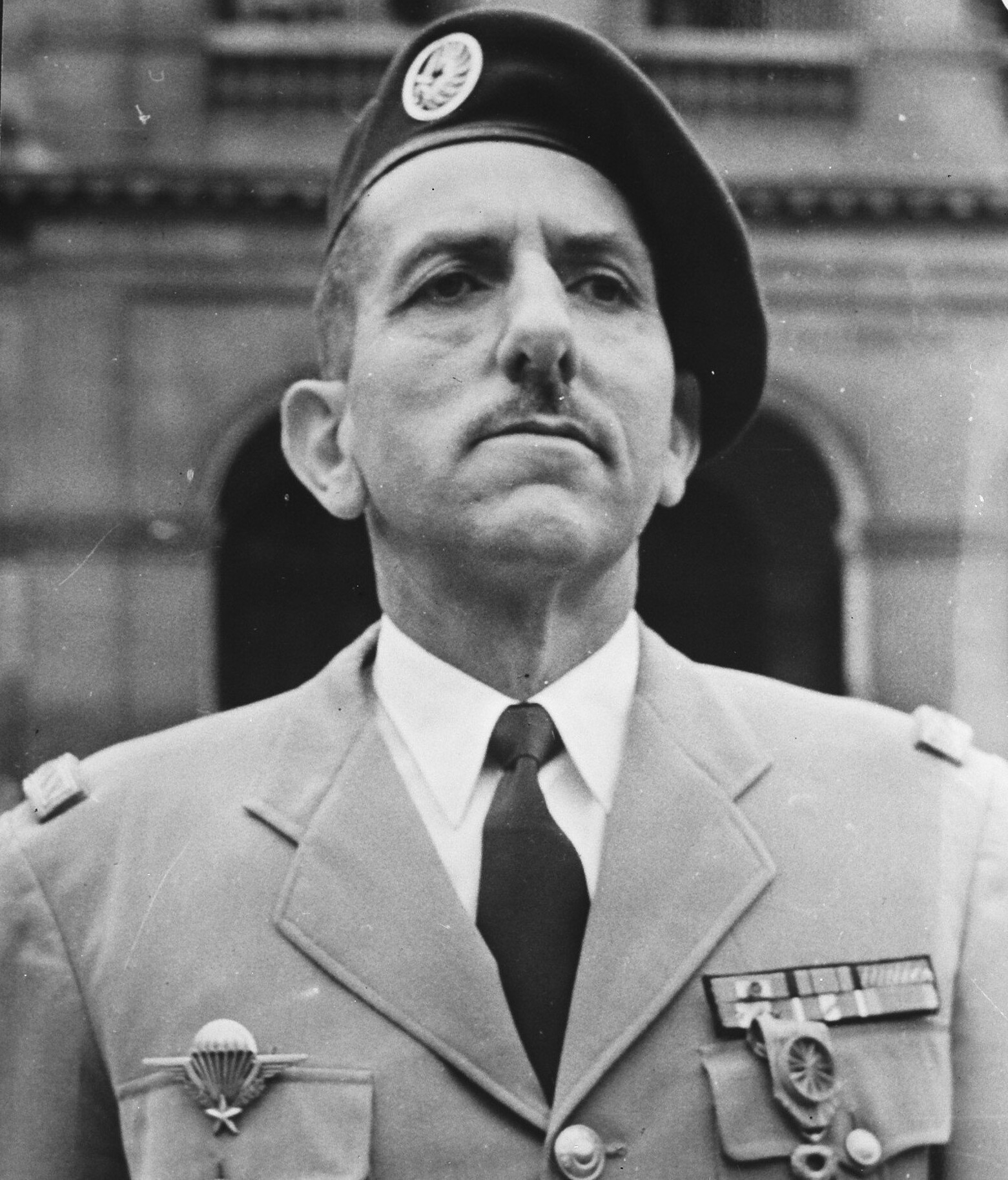
Jacques Massu

Jacques Massu (* 5. Mai 1908 in Châlons-sur-Marne; † 26. Oktober 2002 in Conflans-sur-Loing) war ein französischer General. Er befehligte 1957 die französischen Truppen in der Schlacht von Algier und ließ sie dabei Kriegsverbrechen und Folter begehen.

## Leben
Jacques Massu war der Sohn eines Offiziers der französischen Armee und entfernt mit Marschall Michel Ney verwandt. Von 1928 bis 1930 absolvierte er die Militärakademie von Saint-Cyr und gehörte zum Studiengang N°115 du Maréchal Foch. Er entschied sich für eine Laufbahn in der Kolonialinfanterie und war abwechselnd in Frankreich und in Afrika stationiert (Marokko, Togo und Tschad). 1932 wurde er zum Leutnant befördert, im Juni 1939 zum Hauptmann.

### Zweiter Weltkrieg
Zum Zeitpunkt des Waffenstillstands von Compiègne war er in Französisch-Äquatorialafrika und schloss sich nach dem Appell vom 18. Juni 1940 dem Freien Frankreich unter Charles de Gaulle an. Er kämpfte unter General Jacques-Philippe Leclerc de Hauteclocque bei der Schlacht von Fezzan gegen die Italiener.
Im September 1942 wurde er Major und Bataillonskommandeur im Tschad. In der Zeit in Afrika lernte er seine spätere Frau Suzan kennen, die beim Kommando Rochamble Sanitätsoffizier war.
Im April 1944 wurde er zu Leclercs 2. Panzerdivision in Südengland versetzt. Nach der alliierten Landung in der Normandie nahm Massu ab dem 1. August 1944 an den dortigen Kämpfen teil; weitere Stationen waren Paris und die Vogesen. Am 25. September 1944 wurde er zum Oberstleutnant befördert. Nach den Gefechten bei Straßburg, Zabern und Colmar war sein Verband an der Eroberung Südwestdeutschlands beteiligt. Mit dem Kriegsende in Europa erhielt er das Kommando über einen Verband, der am Krieg gegen Japan teilnehmen sollte.

### Indochinakrieg
Massu wurde im September 1945 als Kommandeur der Marschgruppe der 2e DB nach Französisch-Indochina entsandt. Er und seine Einheit nahmen an der Besetzung Indochinas südlich des 16. Breitengrades teil. Nach dem Abschluss der vorläufigen französisch-vietnamesischen Konvention im März 1946 landete er mit seiner Einheit in Haiphong. Im selben Monat wurde er zum Oberst befördert. Von 1946 bis 1949 war er wechselseitig in Frankreich und Indochina eingesetzt. In Frankreich etablierte er eine Truppenschule für in Indochina einzusetzende Fallschirmjäger, mit dem Ausbildungsschwerpunkt auf Kommandooperationen. 1949 wurde er nach Nordafrika abkommandiert.

### Suezkrise
Nach dem Dienst in Indochina war er Ausbildungsoffizier in Paris, Brigadekommandeur in Niamey und Gebietskommandant in einem Teil Tunesiens. Im Juni 1955 erfolgte die Beförderung zum Brigadegeneral, 1956 war er mit der 10. Fallschirmjägerdivision während der Suezkrise in Ägypten im Einsatz. Er wurde mit Teilen seiner Division auf dem Schlachtschiff Jean Bart nach Port Said gebracht.

### Algerienkrieg
Im Januar 1957 erhielt er in Algerien den Oberbefehl über die Region Algier. Algerienminister Robert Lacoste stattete ihn mit umfassenden Sondervollmachten aus und ließ ihm bei der Bekämpfung von Menschen, die sich gegen die französische Herrschaft auflehnten, freie Hand. Unter seinem Kommando gelang es der 10. Fallschirmjägerdivision in der Schlacht von Algier (Bataille d’Alger) im September 1957 in der Kasbah von Algier, die Kämpfer der FLN zu besiegen. Dafür wurde ihm von den Algerienfranzosen der Ehrentitel „Held von Algier“ verliehen. Massu ließ seine Truppen systematisch Kriegsverbrechen begehen, in Form von summarischen Erschießungen und Folter. Die französische Regierung förderte und deckte diese menschenrechtsverletzenden Praktiken. Sie wurden später als „Französische Doktrin“ bekannt und führten zu erheblichen innen- und außenpolitischen Protesten. Massu wurde dafür nie zur Verantwortung gezogen. Erstmals bekannt wurde die Anwendung von Folter durch die französischen Truppen in Algerien 1958 durch das Buch La Question (dt. „Die Folter“) des französisch-algerischen Widerstandskämpfers Henri Alleg; die französische Regierung ließ das Buch umgehend wegen „Schädigung der Wehrkraft“ verbieten.
Nach dem Putsch in Algier am 13. Mai 1958 war er kurzzeitig Präsident des sogenannten „Wohlfahrtsausschusses“, bevor de Gaulle eine neue Regierung bildete. Im Juli 1958 erhielt er seinen zweiten Generalsstern (Général de division), und im Dezember 1958 wurde er Oberkommandierender der französischen Truppen in Algerien. Daneben übernahm er das Amt eines Regionalpräfekten. Als er in einem am 19. Januar 1960 veröffentlichten Interview mit dem deutschen Journalisten Hans Ulrich Kempski, dem Chefreporter der Süddeutschen Zeitung, Zweifel daran äußerte, ob de Gaulle wirklich an einem französischen Algerien festhalten würde, erfolgte seine direkte Abberufung durch Präsidentenbefehl. Die Versetzung des bei den Algerienfranzosen sehr populären Massu führte zu mehrtägigen blutigen Unruhen. Trotz dieser Affäre blieb er de Gaulle gegenüber loyal, der ihm schnell sein Interview verzieh.
Massu wurde wieder nach Frankreich versetzt und war nun Militärgouverneur von Metz. Im Juli 1963 wurde er zum Général de corps d’armée befördert.

### Deutschland
Im März 1966 übernahm er als Général d’armée das Oberkommando über die französischen Truppen in Deutschland (FFA) mit Hauptquartier in Baden-Baden. Während der Mai-Unruhen flog Frankreichs Präsident Charles de Gaulle am 29. Mai 1968 unter größtmöglicher Geheimhaltung zu einem kurzen Besuch zu Massu nach Baden-Baden, der Spekulationen darüber auslöste, ob de Gaulle an einen Einsatz der Armee zur Beendigung der Unruhen gedacht habe und sich nur Massus unbedingter Loyalität für einen solchen Eingriff sicher sein wollte. Dass de Gaulle auch seine Familie und seine Wertsachen bei sich gehabt hatte, gab Spekulationen über eine eventuelle Flucht des Präsidenten Raum. Den Inhalt des Vier-Augen-Gespräches, das er mit de Gaulle eineinhalb Stunden geführt hatte, gab Massu in seinem 1983 in Paris erschienenen Buch Baden 68 wieder. Zuvor hatten die 1982 erschienenen Memoiren von Georges Pompidou den Schleier, der über dieser Begegnung lag, gelüftet. Demnach riet Massu de Gaulle, nach Paris zurückzukehren und eine Fernsehansprache in Uniform zu halten. De Gaulle folgte diesem Vorschlag am nächsten Tag und konnte dadurch die Situation fürs Erste bereinigen.

### Ruhestand

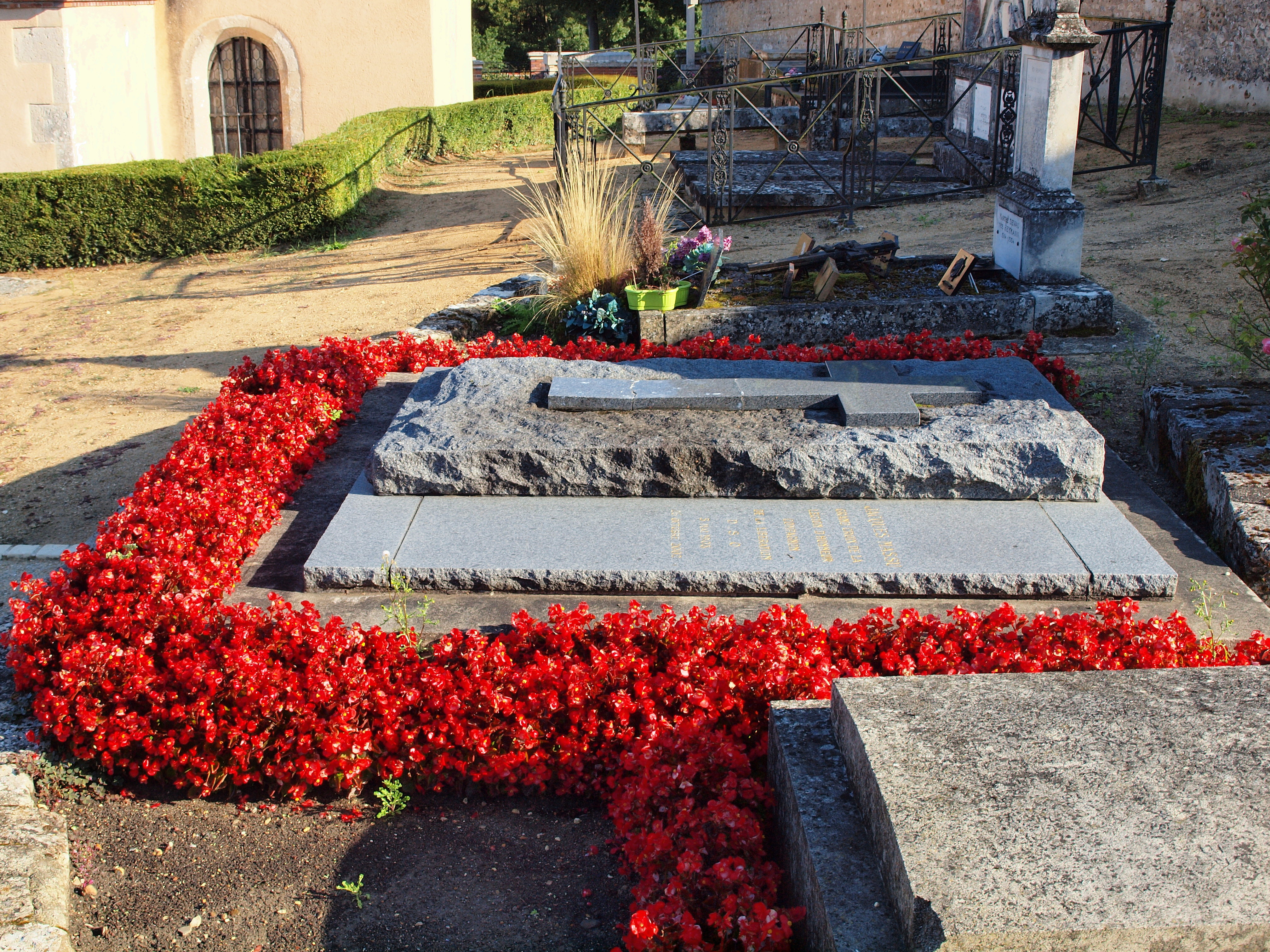
General Massus Grab.

Nach seiner Pensionierung im Juli 1969 lebte er zurückgezogen in Conflans-sur-Loing im Département Loiret und schrieb eine Reihe von Büchern über seine Erlebnisse. Im Jahr 2000 meldete sich Massu noch einmal öffentlich zu Wort und bestätigte systematische Folterungen während des Algerienkrieges, die er im Alter bereut habe.
Massu gilt heute als einer der bedeutendsten französischen Soldaten des 20. Jahrhunderts.

## Auszeichnungen
- Ordre de la Libération per Dekret vom 14. Juli 1941
- Großkreuz der Ehrenlegion
- Croix de guerre
- Bundesverdienstkreuz
- Distinguished Service Order

## Publikationen
- Portrait du lieutenant Henri Leclerc de Hauteclocque (Ein Portrait des Leutnants Henri Leclerc de Hauteclocque), Ass. des anciens de la 2 DB, Paris 1969
- La vraie Bataille d’Alger (Die wirkliche Schlacht um Algier), Plon, Evreux 1971
- Sept ans avec Leclerc (Sieben Jahre mit Leclerc), Plon, Paris 1974
- La Vérité sur Suez : 1956 (Die Wahrheit über Suez: 1956), Plon, Paris 1978
- L’Aventure Viêt-minh (Das Việt Minh-Abenteuer), Plon, Paris 1980
- Baden 68 : Souvenirs d’une fidélité gaulliste (Baden 68: Erinnerungen eines loyalen Gaullisten), Plon, Paris 1983
- Massu, le soldat méconnu (Massu, der verkannte Soldat), Paris, 1993
- Avec de Gaulle (Mit de Gaulle), Editions du Rocher, Paris, 1998